# Pålsbenning
Pålsbenning är ett naturreservat i Hedemora kommun i Dalarnas län.
Området är naturskyddat sedan 2011 och är 42 hektar stort. Reservatet består av naturskogsartad barrskog och utnyttjades tidigare i undervisningen vid Skogshögskolan i Garpenberg.